# Visió binocular

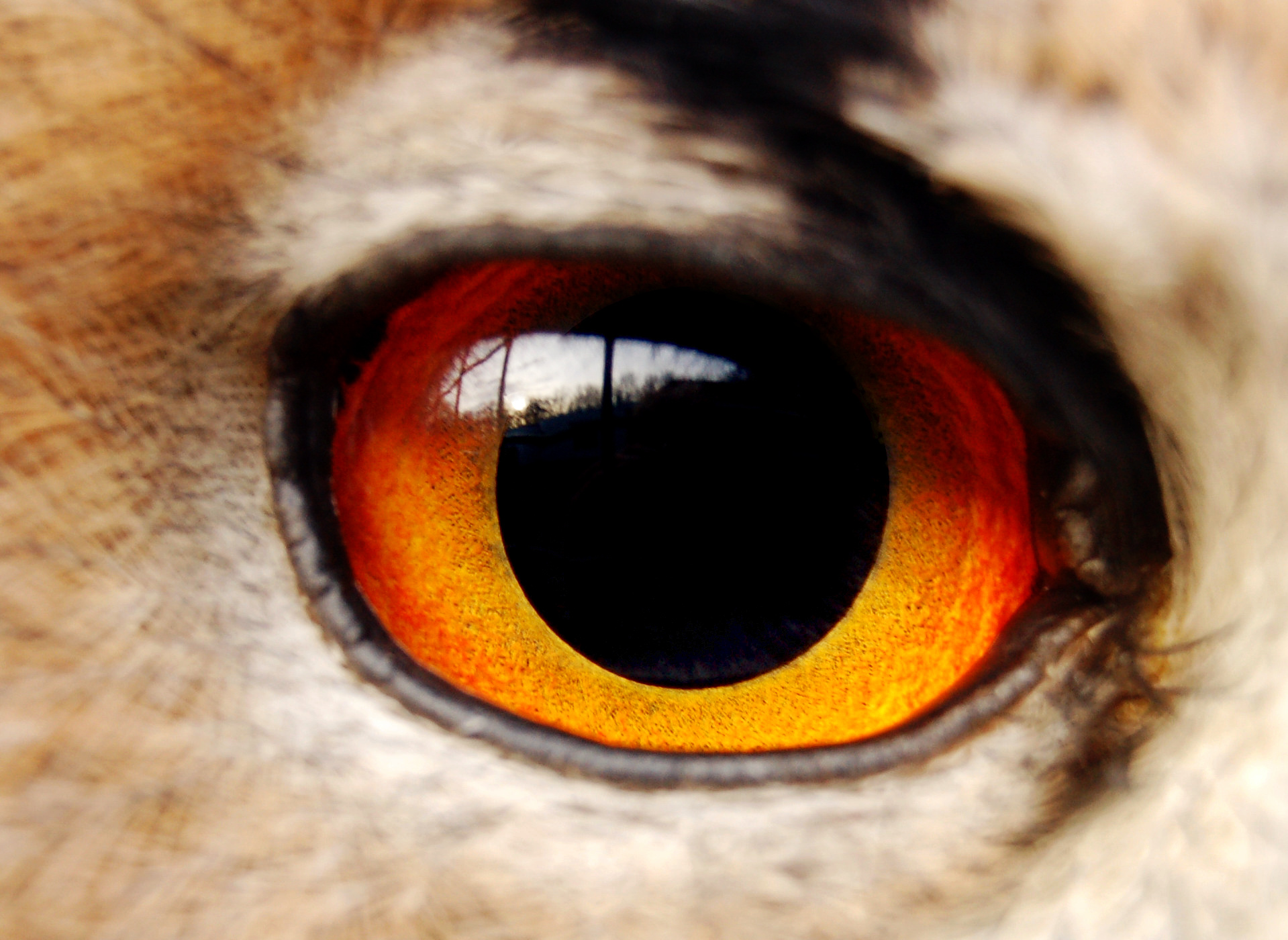
Visió binocular, detall d'un ull de mussol

La visió binocular és el tipus de visió en què els dos ulls s'utilitzen conjuntament. La paraula binocular prové de dues arrels llatines, "bini" (doble), i "oculus" (ull). La visió binocular sol anar acompanyada de la visió simple o "fusió binocular", en què es veu una sola imatge tot i cada ull té el seu propi punt de vista de qualsevol objecte. Tenint dues imatges preses des de posicions lleument diferents, obtingudes per separat per cada ull, el cervell és capaç de processar conjuntament les dues imatges i produir la il·lusió de distància (i per tant de profunditat) analitzant la disparitat o el paral·lelisme entre aquestes imatges. El cervell humà també empra altres senyals de profunditat per a percebre les tres dimensions, tals com: perspectiva (mida dels objectes), superposició, enfocament, il·luminació i ombres.
Altres fenòmens de la visió binocular inclouen la "discriminació utrocular", l'allelotropia i la rivalitat binocular. Els professionals especialitzats a corregir les anomalies de la "visió binocular" són els optometristes i els oftalmòlegs.
El fet de tenir dos ulls apuntant cap endavant té com a mínim quatre avantatges: 
- En primer lloc, hi ha un ull de recanvi en cas que un en sigui danyat.
- En segon lloc, dona un major camp de visió. Per exemple, un ésser humà té un camp de visió horitzontal d'uns 200 graus amb dos ulls, però només de 160 graus amb un.
- En tercer lloc, permet l'"addició binocular", amb la qual la capacitat de detectar detalls febles és més gran (els detalls incorrectes d'un ull es milloren amb els detalls, correctes o no, de l'altre).
- En quart lloc es pot donar "estereòpsia", en què la paral·laxi proporcionada per les diferents posicions relatives dels dos ulls dona una precisa percepció de la profunditat.

## Camp de visió i moviments oculars

El camp de visió d'un colom en comparació amb el d'un mussol

Alguns animals, en general els animals de presa, tenen els dos ulls situats a banda i banda del cap per tenir un camp de visió al més ampli possible, com a exemple s'hi poden incloure conills, búfals i antílops. Aquests animals sovint mouen els ulls independentment per augmentar el camp de visió. Fins i tot sense moure els ulls, algunes aus tenen un camp de visió de 360 graus.
Altres animals, en general els depredadors, tenen els dos ulls situats a la part frontal del cap, cosa que permet la visió binocular reduint el camp de visió en favor de l'estereòpsia. Alguns exemples en són l'ésser humà, l'àliga, el llop, la serp…
Alguns animals depredadors, en particular els grans, com el catxalot i la balena, tenen els dos ulls situats en costats oposats del cap. Altres animals que no són necessàriament depredadors, com ara el ratpenat de la fruita i alguns primats també tenen els ulls mirant cap al front. En general són animals que necessiten la discriminació de profunditat-percepció, per exemple; la visió binocular millora la capacitat d'escollir una fruita triada o de trobar i captar una branca en particular.
Els animals amb els ulls mirant cap al front en general mouen els ulls conjuntament.
Quan els ulls es mouen lateralment, en la mateixa direcció, això es diu versió. Quan els ulls es mouen en direccions oposades, a un objecte més a prop d'on els ulls estan apuntant o més lluny d'on els ulls estan apuntant, això es diu vergència. Quan els ulls es mouen cap a dintre, és un moviment ocular de convergència dels ulls, quan els ulls es mouen cap a fora, és un moviment de divergència dels ulls.
Alguns animals (incloent-hi alguns éssers humans, en particular, exotropes) fan ús de les estratègies anteriors. Un estornell, per exemple, els mou lateralment per cobrir un ampli camp de visió, però també els pot moure junts per apuntar a la part davantera perquè els seus camps se superposin i donen estereòpsia.
Un exemple notable n'és el camaleó: sembla que tingui els ulls muntats en torretes, cadascú amb un moviment independent de l'altre, cap amunt o avall, a esquerra o dreta. No obstant això, quan caça, el camaleó pot portar els dos ulls mirant cap a un sol objecte, aconseguint vergència i estereòpsia.

## Utilitat de la visió binocular
Per tenir visió binocular cal que les òrbites oculars estiguin frontalitzades, ja que d'aquesta manera l'àrea d'incidència de la visió d'ambdós ulls és pràcticament idèntica, permetent una visió tridimensional de gairebé la totalitat de l'espai visual. És, doncs, un tipus de visió que perd amplitud de camp per guanyar-ne profunditat. Això és típic en depredadors, que necessiten calcular la distància a la presa per caçar, o de les aus per saber per on anar, però és poc comú en herbívors terrestres, ja que el seu aliment sempre es troba en un sol pla (el sòl) i és poc específic, i també la seva vigilància contra els depredadors, que ha d'abastar el màxim radi possible i ha de ser indiscriminada.

## Camps visuals
Aplicat especialment a persones, una conseqüència que té la visió binocular humana és l'obtenció d'un camp visual comú als dos ulls. Anomenem camp visual l'espai que tenim davant, que el nostre ull pot percebre. Es calcula aproximadament que en horitzontal tenim un camp visual de 100º als extrems de visió i 60º en direcció al nas. En vertical tenim un camp visual de 60º cap amunt i de 70º cap avall.
El nostre ull dret tindrà un camp visual individual i l'esquerre un altre, i després del fenomen de la visió binocular es formarà un camp visual comú a la visió dels dos ulls, i un camp residual (cap als extrems) quedarà sense veure.